# Blohm & Voss P 170
Die Blohm & Voss P 170 war das Projekt für einen zweisitzigen Bomber der Hamburger Flugzeugbau unter Blohm & Voss.

## Konstruktion
Der dreimotorige Entwurf entstand im Jahr 1942 unter der Leitung von Richard Vogt, kam jedoch nie über das Projektstadium hinaus. Obwohl die Maschine – im Gegensatz zu anderen Entwürfen des Konstrukteurs – eine symmetrische konstruktive Auslegung von Rumpf und Tragflächen aufwies, wirkte sie recht ungewöhnlich. Hierzu trugen im Wesentlichen die weit vorne angeordneten rechteckigen Tragflächen bei. Neben dem Motor in der Rumpfspitze waren die beiden anderen Motoren an den Flügelenden in Motorgondeln angeordnet. Diese Gondeln trugen auch die Seitenruder. Die Besatzung saß sehr weit hinten direkt vor dem Leitwerk im langgestreckten zylindrischen Rumpf.
Die Maschine sollte von drei 1600 PS leistenden BMW 801D angetrieben werden, welche auf jeweils einen dreiblättrigen Propeller mit 3,5 Metern Durchmesser wirkten. Jeder Motor wurde aus einem separaten Treibstofftank mit je 2.000 Litern gespeist. Die beiden äußeren Motoren drehten in unterschiedliche Richtungen, um den bei gleichsinnigem Lauf entstehenden Drehmomentkräften entgegenzuwirken und zusätzlichen Auftrieb zu erzeugen. Vorgesehen war ein Spornradfahrwerk mit je einem einziehbaren Rad des Hauptfahrwerkes im Rumpf und den beiden Motorgondeln.
Die Auslegung auf eine hohe Geschwindigkeit sollte ein Abfangen durch feindliche Jagdflugzeuge verhindern. Eine Defensivbewaffnung wurde deshalb als entbehrlich angesehen.

## Technische Daten
| Kenngröße               | Daten der Blohm & Voss P.170.01 |
| ----------------------- | --- |
| Besatzung               | 1 Pilot und 1 Funker / Beobachter |
| Länge                   | 14,30 m |
| Spannweite              | 16,00 m |
| Höhe                    | 3,65 m |
| Flügelfläche            | 44,00 m² |
| Flügelstreckung         | 5,8 |
| Steigleistung           | bei 0 m Höhe: 17,8 m/s in 2.000 m Höhe: 18,9 m/s in 4.000 m Höhe: 14,6 m/s in 6.000 m Höhe: 14,9 m/s in 8.000 m Höhe: 11,3 m/s in 10.000 m Höhe: 5,2 m/s         |
| Nutzlast                | 5.450 kg (davon 2.800 kg Treibstoff / 2.000 kg Bomben / 200 kg Besatzung / 450 kg zusätzliche Ausrüstung)                                                        |
| Leermasse               | 9.100 kg |
| max. Startmasse         | 13.300 kg |
| Flügel Flächenbelastung | 302 kg/m² |
| Höchstgeschwindigkeit   | bei 0 m Höhe: 610 km/h in 2.000 m Höhe: 675 km/h in 4.000 m Höhe: 695 km/h in 6.000 m Höhe: 760 km/h in 8.000 m Höhe: 820 km/h in 10.000 m Höhe: 715 km/h        |
| Landegeschwindigkeit    | 156 km/h |
| Dienstgipfelhöhe        | 11.650 m |
| Reichweite              | 2.000 km |
| max. Flugdauer          | 11 h |
| Triebwerke              | 3 × 14-Zylinder-Doppelsternmotor BMW 801-D mit je 1.600 PS (1.176,80 kW)                                                                                         |
| Bewaffnung              | Bordwaffen: keine Abwurfwaffen: 1 × SC-1000-Bombe oder 2 × SC-500-Bombe oder 4 × SC-250-Bombe maximale Bombenzuladung: 2 × SC-1000-Bomben oder 4 × SC-500-Bomben |